# 立位の聖母
『立位の聖母』（りついのせいぼ、蘭: Staande Madonna met Kind、英: Madonna Standing）あるいは『授乳の聖母』（じゅにゅうのせいぼ、伊: Madonna al latte）として知られる『聖母子』（せいぼし、蘭: Maria met kind、独: Maria mit Kind、英: Madonna and Child）は、初期フランドル派の画家ロヒール・ファン・デル・ウェイデンが1430年から1432年に制作した絵画である。油彩。本作品は二連祭壇画の左側の板絵であり、聖母子を主題としている。また右側の板絵にはアレクサンドリアの聖カタリナが描かれているが、品質が劣っており、一般に工房の助手による作品と見なされている。現在はウィーンの美術史美術館に所蔵されている。
板絵には壁龕に立つ聖母子が描かれている。壁龕を形成する建築物の部分には、父なる神、鳩の形で表された聖霊、アダムとイヴを含む聖書と天国の人物がグリザイユで描かれている。絵画はおそらく若い頃のファン・デル・ウェイデンが1432年頃にヘントに移った後に見たと思われる、ヤン・ファン・エイクの『ヘントの祭壇画』（Gents altaarstuk）から影響を受けている。ヤン・ファン・エイクからの借用としては、生きた人物を壁龕に配置し、アダムとイヴを板絵の両端に引き離し、壁龕の上にもたれかかる父なる神の姿を配置したことなどが挙げられる。

## 作品

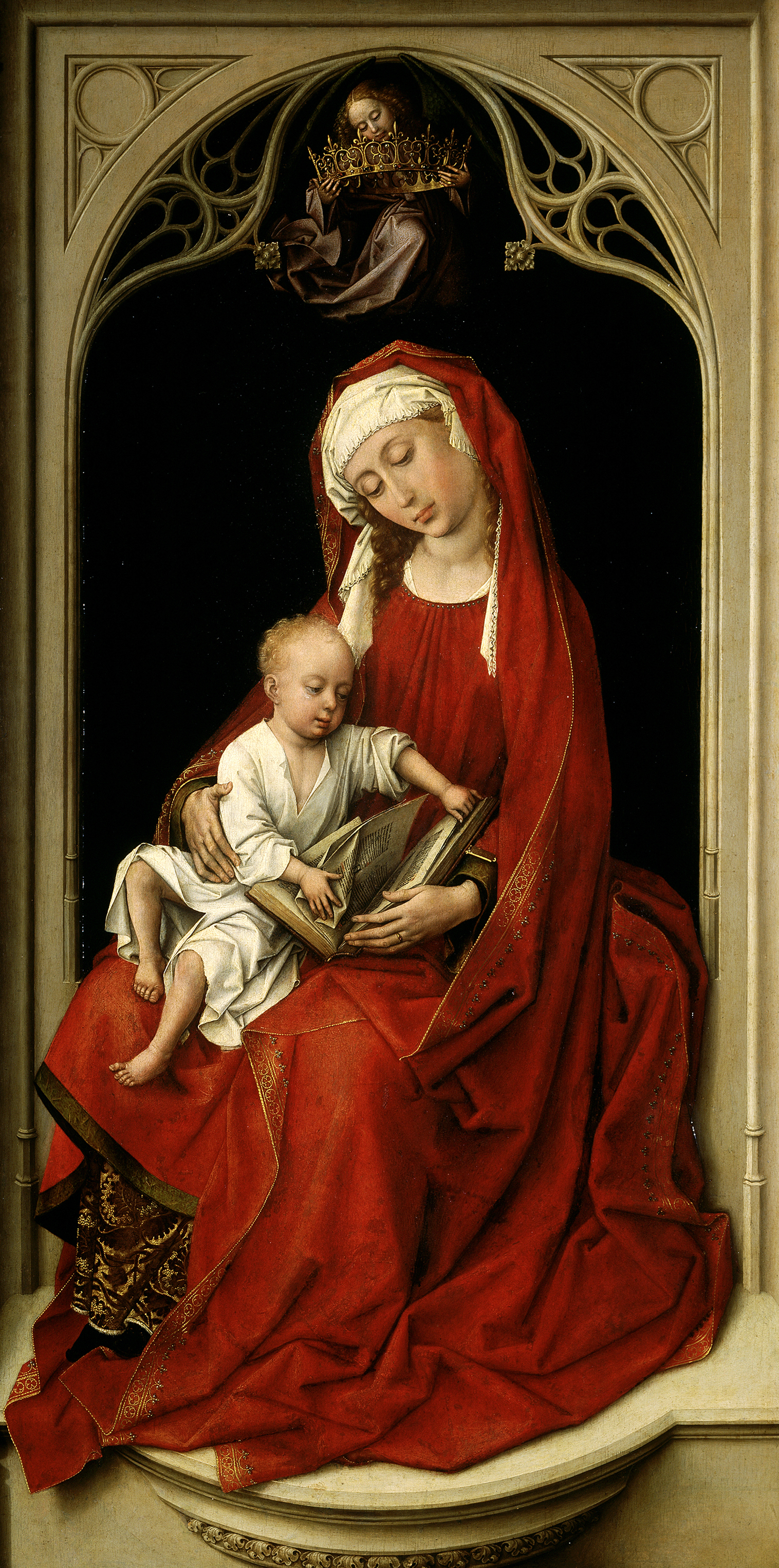
1435年-1438年頃の『ドゥランの聖母』。プラド美術館所蔵。

絵画は授乳する聖母を描いている。聖母子は背後の玉座を飾る豊かなブロケードと、すでに美術史家エルヴィン・パノフスキーによって紛れもなくローヒル風であると見なされた、ある種のレリーフへと画面空間を平坦化させる画面上部前方の繊細な網目模様の飾り格子（tracery）のカーテンで区切られた空間に立っている。これは1435年から1438年の『ドゥランの聖母』（Madonna Durán）でファン・デル・ウェイデンがさらに洗練させた技巧であった。聖母は絵画の中で幼児のキリストを腕に抱いて乳を吸わせている。聖母のローブの青い色は、おそらく息子に対する献身的愛情と忠誠を暗示している。頭には王冠を戴いており、聖母を天の女王として位置づけている。幼児キリストは白いリネンの布を除いて服を脱いでいる。このリネンの布は降架の後に彼の遺体が安置された聖骸布を暗示している。
中央の聖母子の周囲の壁龕は、グリザイユで描かれた聖書の登場人物を多数含んでいる。父なる神は画面中央上部、壁龕の凹面モールディングのすぐ上に描かれている。彼は短縮法を用いて正面から描かれており、周囲の雲の中から姿を現している印象を与えている。彼は祝福する意図で片手を上げ、もう一方の手を飾り格子の上に置いて前かがみになっているように見える。後者の要素はおそらく『ヘントの祭壇画』の背面右側のルネットに描かれている預言者ミカの描写からの借用である。 どちらの描写でも、父なる存在は聖母の真上に描かれて聖母を見下ろし、絵画の額縁の上に寄りかかっている。さらに本作品では、聖霊を象徴する鳩が聖母の上方で飛翔している。

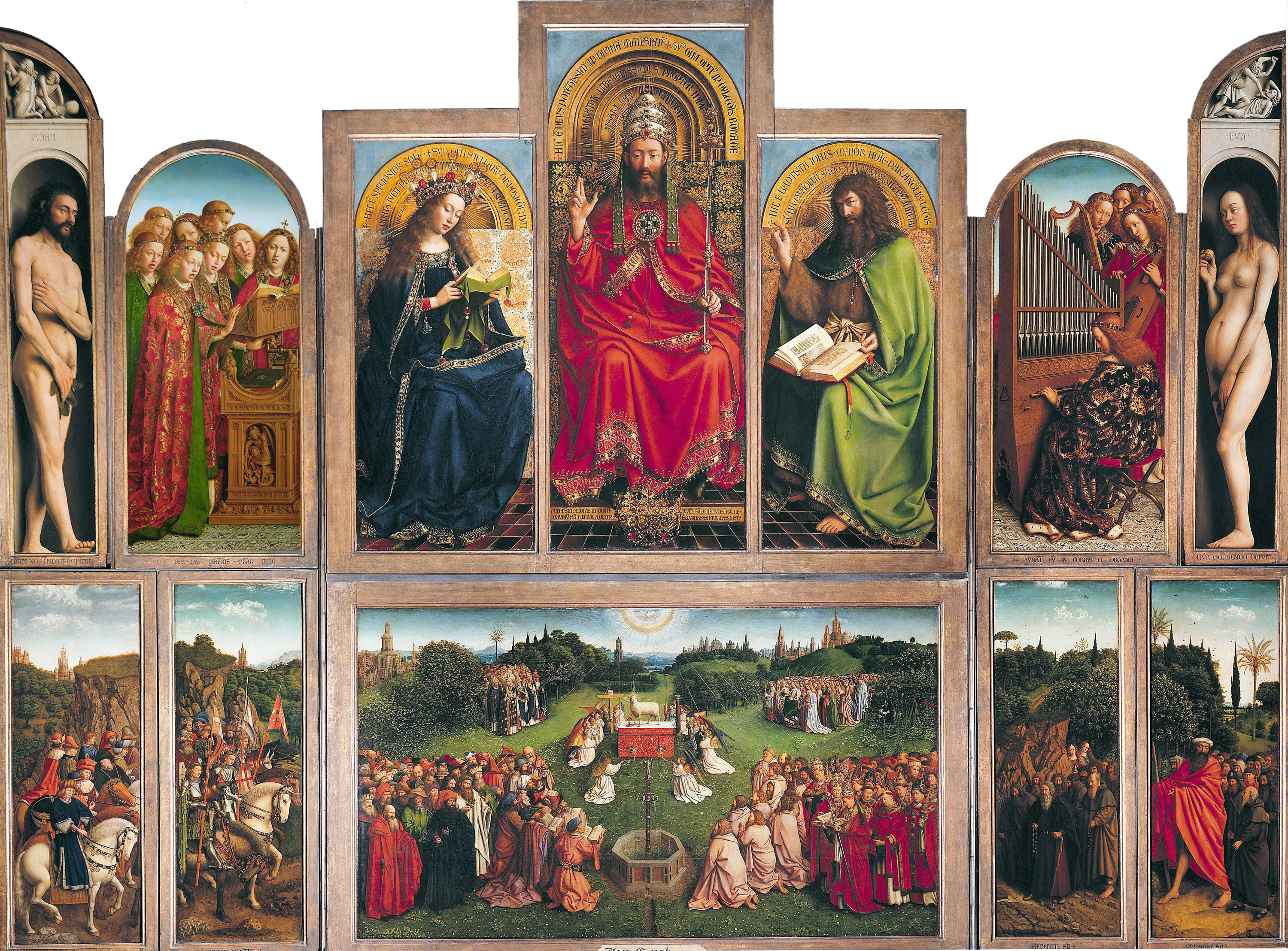
ヤン・ファン・エイク『ヘントの祭壇画』	1432年 聖バーフ大聖堂所蔵。

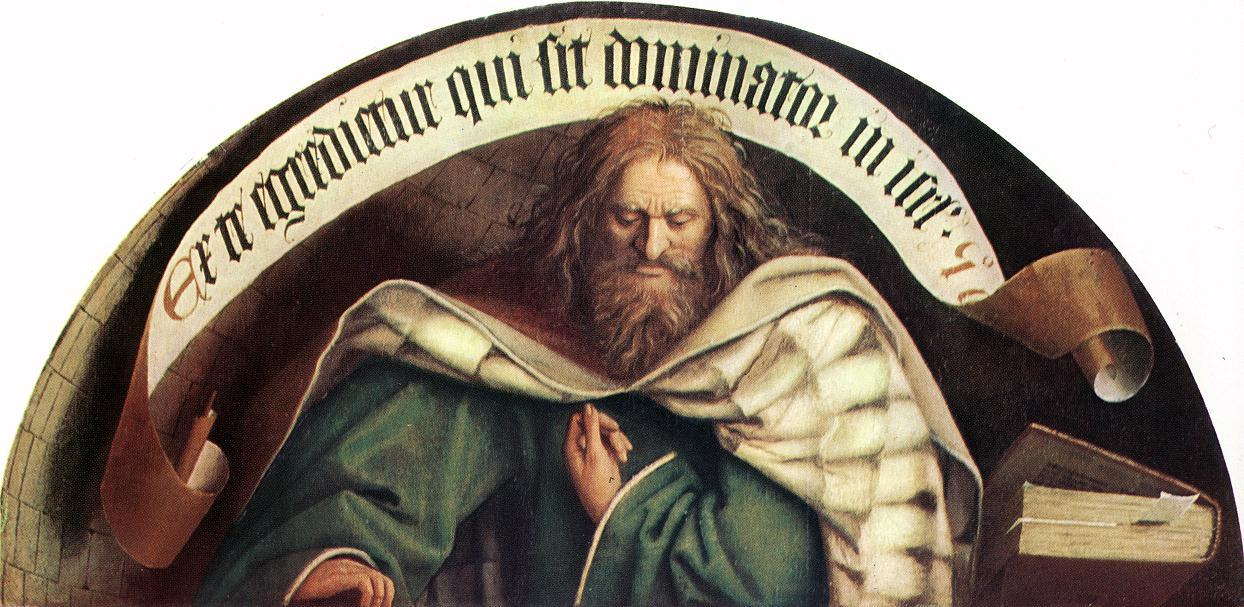
『ヘントの祭壇画』の背面右側のルネット「預言者ミカ」。

画面両端には贖いを表すアダムとイヴの姿がある。イヴは知恵の樹の下に立っており、樹の幹には人間の頭部を備えた大蛇が長い体を巻きつけている。イヴは禁断の果実を食べているが、彼女が人間の堕落の瞬間に描かれていることを示している。しかし、ファン・デル・ウェイデンは原初の夫婦の典型的な描写を逆転させることで、物語的な要素を作品に与えることを避けている。この時点での芸術作品では異例なことに、彼らはそれぞれ本物であるかのように似せて描かれた額縁の両側に離れて立っている。すなわちアダムは左側に、イヴは右側に配置されている。この要素もまた、おそらくアダムとイヴが5枚の板絵で隔てられている『ヘントの祭壇画』から借用したものである。聖母の背後の玉座の肘掛けの上で横たわるライオンの像は知恵の座の伝統を思い出させるヤン・ファン・エイクの『ルッカの聖母』（Luccamadonna）にも描かれており、彼女がソロモン王の玉座の前に立っていることを示している。
ファン・デル・ウェイデンは付随的な人物たちをグリザイユで描くことで、肉体として表現された地上的存在と、時間の停止した彫刻として描かれた神的存在とを区別している。

## 制作年代
本作品は『玉座の聖母子』（Virgin and Child Enthroned）とともに、ファン・デル・ウェイデンの現在知られている最も初期の作品として一般的に言及されている。パノフスキーはまだロベルト・カンピンの工房で働いていた間にそれらを制作したと示唆した。フロリダ大学のジョン・ウォード（John Ward）教授はファン・デル・ウェイデンがカンピンの工房を出て、おそらくヤン・ファン・エイクが新たに完成させた1432年5月6日の署名が入った『ヘントの祭壇画』を見たヘントに旅行した後に『立位の聖母』を制作したと示唆している。
カール・バークマイヤー（Karl Birkmeyer）はファン・デル・ウェイデンがヤン・ファン・エイクから図像の多くを借用したことに注目し、彼が徒弟を辞めた後に本作品を完成したと信じている。バークマイヤーは彼が1432年8月1日までカンピンの工房を離れなかったとする文書証拠を引用し、作品の技術的および構図的な熟練は、すでに名工の能力と創造的自由を示していると主張した。バークマイヤーは続けてモチーフの借用が単なる模倣ではないこと、ファン・デル・ウェイデンがそれらをもとに構築し、自身の表現豊かな芸術言語に吸収していると認めている。モチーフの多くはより成熟した作品、とりわけ『ドゥランの聖母』の高度な抽象性において回帰することになった。

## 来歴
1772年以来、美術史美術館に所蔵されている。

## ギャラリー

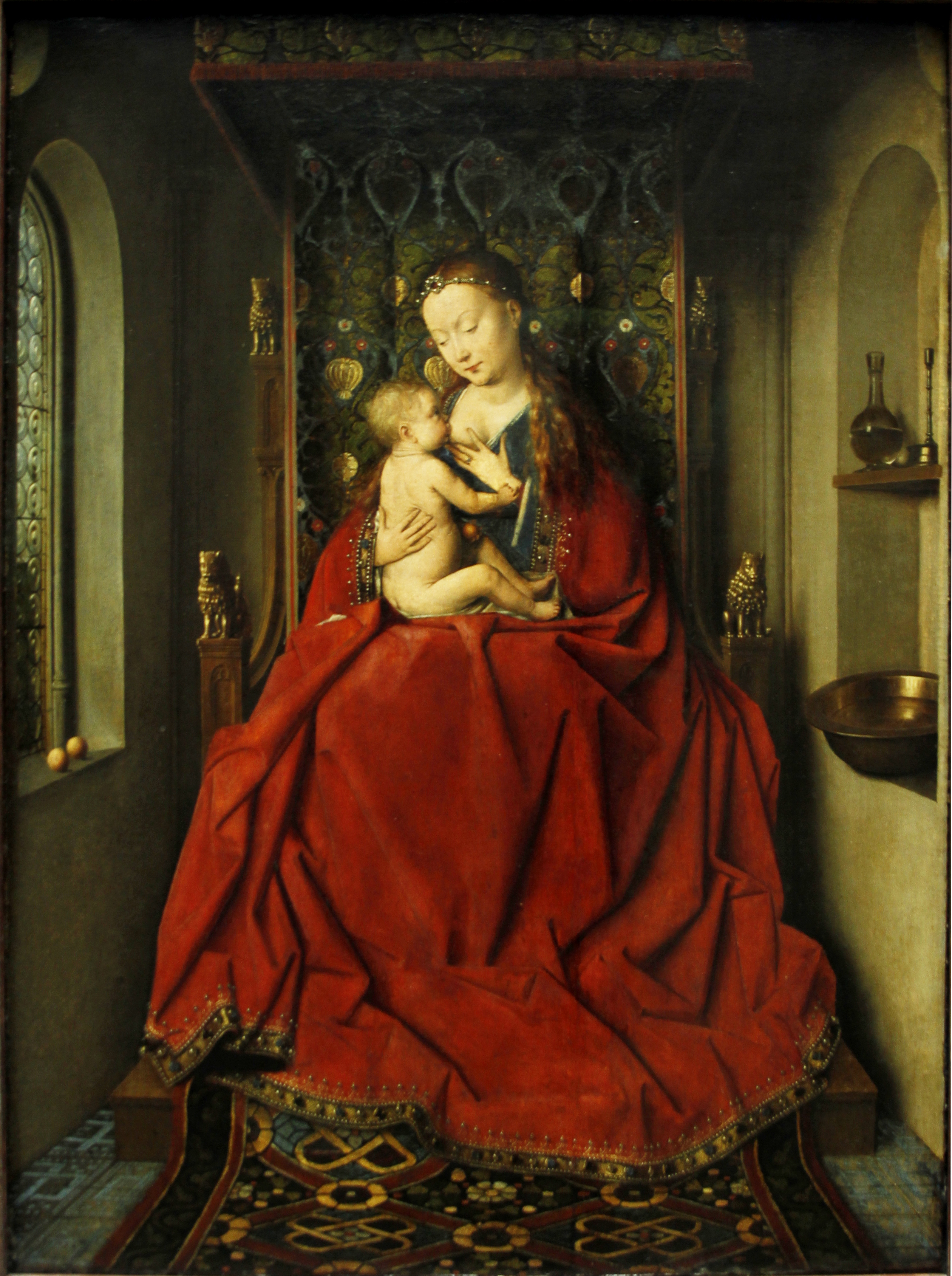
ヤン・ファン・エイク『ルッカの聖母』1436年 シュテーデル美術館所蔵
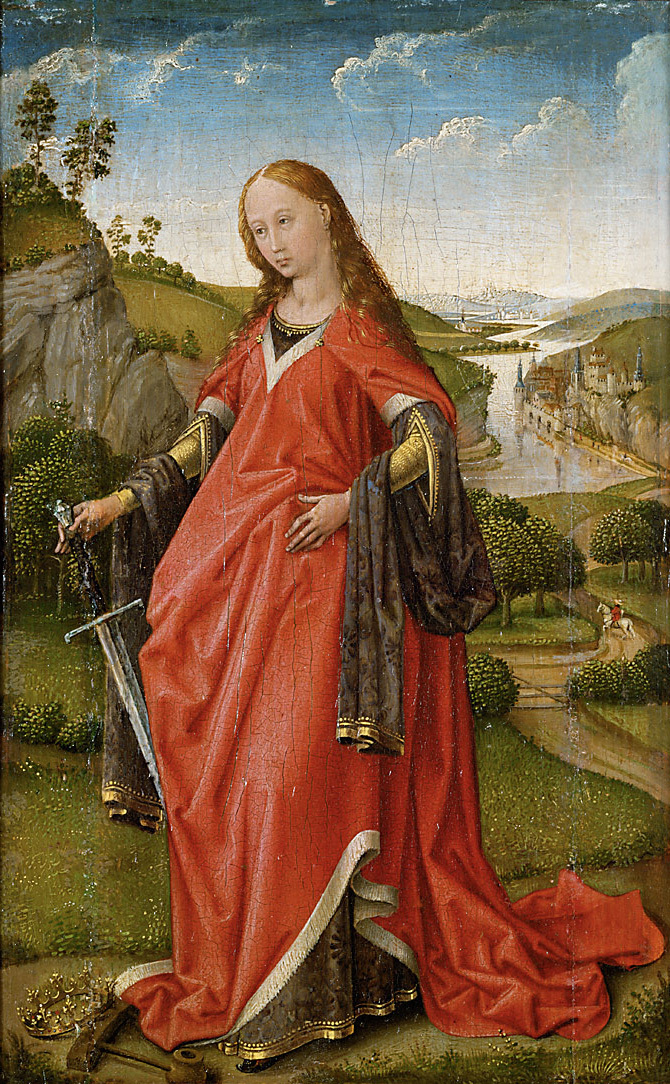
『聖カタリナ』1430年–1432年 美術史美術館所蔵
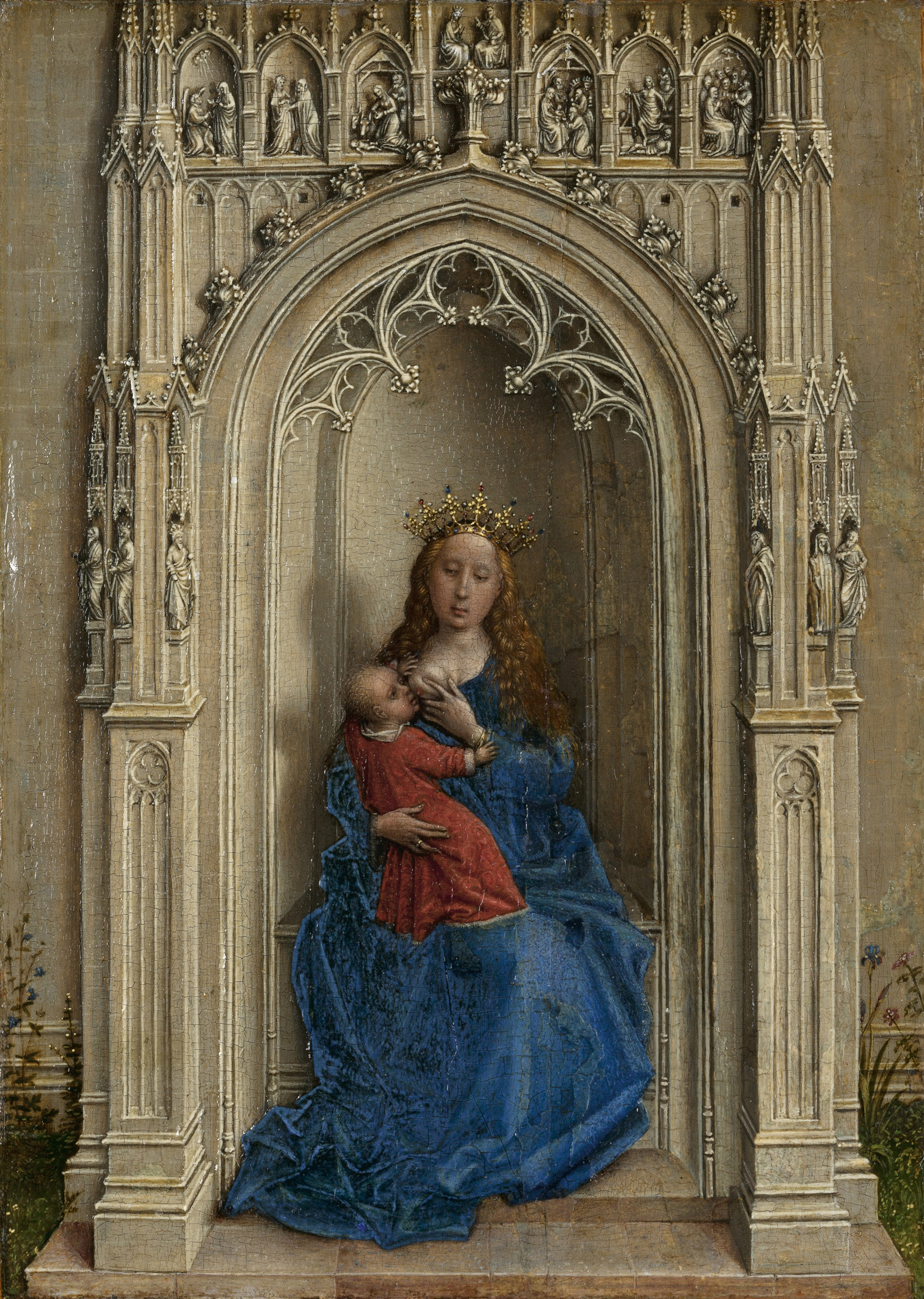
『玉座の聖母』1433年 ティッセン＝ボルネミッサ美術館所蔵